# 杭州金沙湖大剧院

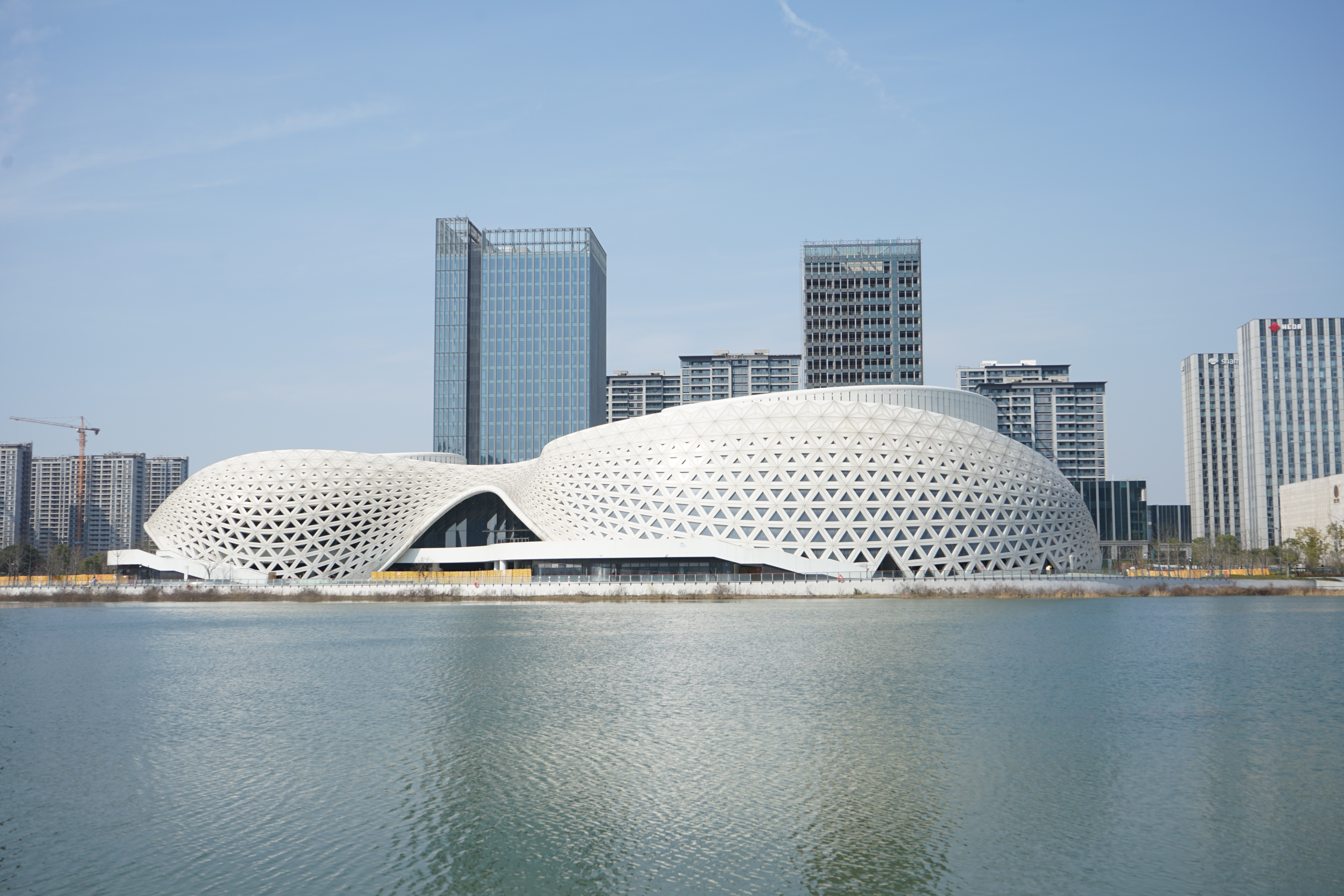
金沙湖大剧院外景

杭州金沙湖大剧院位于杭州下沙金沙湖北畔，由著名建筑大师程泰宁院士设计，总建筑面积约4.4万平米，集文化交流、会演会展、艺术创作、休闲活动于一体，有大剧场、多功能厅等设施，可容纳2000人。2018年开建，2023年5月正式开放。

## 简介
大剧院外观通体白色，从空中俯瞰是一个“∞”（无限大）的符号，外形酷似“宝葫芦”，包括大剧场（三层楼高、1500余座）、多功能厅（半场·演艺新空间、500个可移动伸缩座椅）、舞蹈排练厅、培训教室，分为大剧场、多功能厅、共享空间三大功能空间，以及外部3000平米的剧场文化商业街，可满足大型音乐剧、音乐会、脱口秀、歌剧、话剧、舞剧等演出要求。它是钱塘区首座综合性艺术中心，也是杭州东部的新文化地标。
大剧院在2023年安排有170场以上的预排演出和活动。7月8日，李心草执棒、中国交响乐团演奏成为剧院首演。

## 图集
- 傍晚的大剧院正面
- 建设工程标牌